# Jáchymov

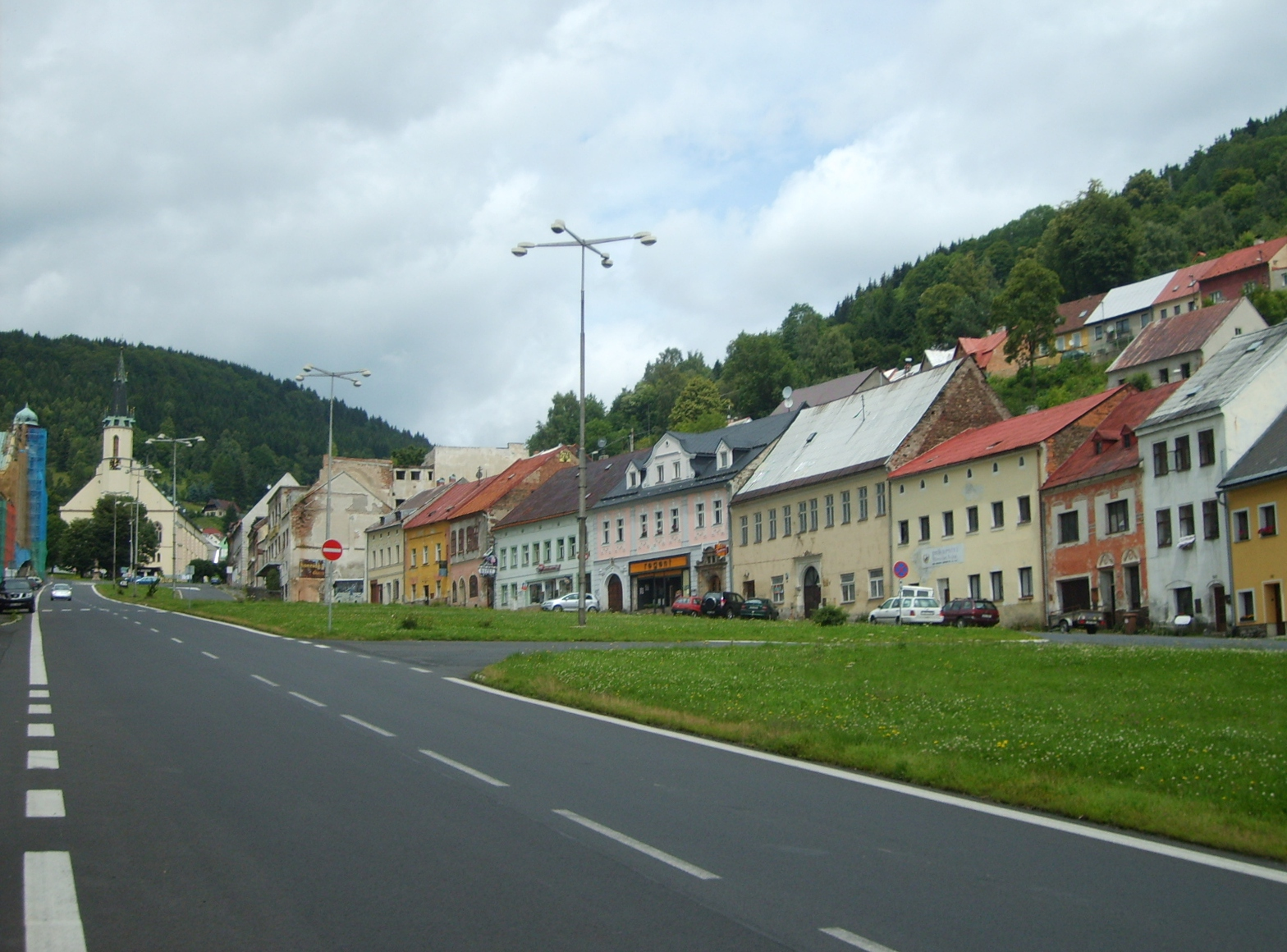
Hus i stadens norra del med kyrkan i bakgrunden.

Jáchymov (svenska: Joachimsthal, äldre svenska: Jachimszdal, tyska: Sankt Joachimsthal), är en stad i nordvästra Böhmen, Tjeckien, på sydsluttningen av Erzgebirge, omkring 15 kilometer norr om Karlovy Vary.
Trakten runt Jáchymov är rik på silver och uranfyndigheter. Mineralen förekommer i gångar i kristallinsk skiffer, innehållande silver-, kobolt- och nickelmineral, men därjämte oregelbundna sprickfyllnader av uraninit. 1854-1914 producerades här 500 ton uranmalm med 50 % uranoxid (U3O8), och fyndigheten var en av de viktigaste i världen. Stadens svenska namn har gett uppehov till namnet Joakimsdaler (Jochimsdaler), sedermera Daler. 